# ماركو سارافيا
ماركو سارافيا (بالإسبانية: Marco Saravia)‏ هو لاعب كرة قدم بيروفي، ولد في 6 فبراير 1999 في ليما في بيرو. لعب مع غريميو بورتو أليغرينزي.

## وصلات خارجية
- ماركو سارافيا على موقع قاعدة بيانات كرة القدم.إي يو (الإنجليزية)
- ماركو سارافيا على موقع Soccerway.com (الإنجليزية)